# Adam Morris
Adam Morris, também conhecido como Wayne Morris (Stratford-upon-Avon, 4 de novembro de 1964) é um ator de teatro e cinema, cujos papéis mais notáveis foram Robin Hood (também conhecido como Robin de Kensington) na série televisiva de comédia Maid Marian and Her Merry Men, e, mais recentemente, Philip Norton em Genie in the House. Formado no  Central School of Speech and Drama de Londres, suas aparições no teatro incluem Bri em 'A Day in the Death of Joe Egg', Gordon em The Throne pela New Vic e apareceu durante uma semana em Speed the Plow no Teatro Playhouse, Londres, ao lado de Lindsay Lohan enquanto Richard Schiff estava indisposto.
Tem aparecido regularmente na televisão, por exemplo, como o namorado de Fran em um episódio de Black Books, e em I Dream (19 Management/BBC) em 2004 como Parick.
Em 2015, foi indicado na categoria de melhor ator em um curta-metragem no 7º Festival Internacional de Cineastas do Cinema Mundial por sua atuação em Four Tails, um filme filmado em Hampstead Heath, no verão de 2013.

## Filmografia parcial
- I Dream (2004) - série de televisão
- Genie in the House (2006) - programa de televisão